# Signe Lanje
Signe Regina Lundqvist-Lanje, född 15 september 1912 i Våxtorp, Hallands län, död 2004, var en svensk målare. 
Hon var dotter till byggmästaren Karl Lundqvist och Jenny Persson och från 1946 gift med Viking Lanje. Lundqvist-Lanje studerade vid Otte Skölds målarskola 1942-1943 och vid Lena Börjesons skulpturskola 1944-1946 och under studieresor till Paris och Spanien. Tillsammans med sin man ställde hon ut i Falkenberg 1949 och ställde därefter ut separat i bland annat Stockholm, Malmö och Laholm. Hon medverkade i Hallands konstförenings höstutställningar sedan 1946. En retrospektiv utställning med hennes konst visades på Teckningsmuseet i Laholm 2005. Hon tilldelades Halmstads kulturpris 1995. Hennes konst består huvudsakligen av tavlor utförda i olja samt collage och bildvävnad. Lanje är representerad vid Hallands Konstmuseum, Hallands läns landsting, Älvsborgs läns landsting, Statens konstråd, Halmstads kommun och Malmö kommun.  